# توماس أ. بيلي
توماس أ. بيلي (بالإنجليزية: Thomas A. Bailey)‏ هو مؤرخ أمريكي، ولد في 14 ديسمبر 1902، وتوفي في 26 يوليو 1983 في مينلو بارك في الولايات المتحدة.